# Mendurim Hoti
Mendurim Hoti (Malishevë, 22 febbraio 1996) è un calciatore kosovaro, attaccante svincolato.

## Carriera

### Club
Nella stagione 2014-2015 ha militato nel Teuta, nella massima serie albanese. A fine stagione è passato al Feronikeli, formazione della massima serie del Kosovo; nella stagione 2019-2020 esordisce nelle competizioni UEFA per club, segnando anche una rete nei turni preliminari di Champions League. 
Il 12 giugno 2021, si trasferisce al Prishtina, con la quale debutta dieci giorni dopo nella gara di UEFA Champions League contro il Folgore, valido per il turno preliminare, in cui segna anche la prima rete col club.

### Nazionale
Debutta con la maglia della nazionale kosovara Under-21 il 25 marzo 2017, giocando da titolare la partita di qualificazione agli Europei di categoria persa per 1-0 sul campo dei pari età dell'Irlanda.

## Palmarès

### Club

#### Competizioni nazionali
- Campionato kosovaro di calcio: 2

Feronikeli: 2015-2016, 2018-2019
- Coppa del Kosovo: 1

Feronikeli: 2018-2019